# Bruno Cabrerizo
Bruno Cabrerizo (født 19. juli 1979) er en tidligere brasiliansk fodboldspiller.
Han har spillet for flere forskellige klubber i sin karriere, herunder Sagan Tosu.